# Chloe Grant
Chloe Grant (Perth, 20 maart 2006) is een Schots autocoureur.

## Carrière

### Karting
Grant begon haar autosportcarrière in het karting in 2013. Zij nam voornamelijk deel aan races in Schotland en nam deel aan de kampioenschappen van de North of Scotland Kart Club en de East of Scotland Kart Club. In 2017 won zij de Minimax-non-MSA-klasse van het East of Scotland-kampioenschap. In 2019 werd zij tweede in het kampioenschap van de Cumbria Kart Club. In 2020 won zij het CKRC Championship en eindigde zij als derde in het NKF Championship.

### Junior Saloon Car Championship
In 2021 maakte Grant de overstap naar het Junior Saloon Car Championship, een kampioenschap waarin jonge coureurs met een sedan racen. Zij reed in deze klasse in een Citroën Saxo VTR 1600. Zij behaalde haar beste resultaat met een zevende plaats in het laatste raceweekend op Brands Hatch. Met 166 punten werd zij veertiende in de eindstand.

### GB4
In 2022 debuteerde Grant in het formuleracing en kwam hierin uit in het nieuwe GB4 Championship bij het team Graham Brunton Racing. Haar beste race-uitslag was een vierde plaats op Brands Hatch. Met 242 punten werd zij negende in het klassement.

### F1 Academy
In 2023 stapte Grant over naar de F1 Academy, een nieuwe klasse voor vrouwen die door de Formule 1 wordt georganiseerd, waarin zij voor ART Grand Prix reed.